# Typhlodromus combretum
Typhlodromus combretum är en spindeldjursart som beskrevs av D. McMurtry och Moraes 1991. Typhlodromus combretum ingår i släktet Typhlodromus och familjen Phytoseiidae. Inga underarter finns listade i Catalogue of Life.